# Laguna La Porfía
La laguna La Porfía es una gran laguna amazónica de agua dulce de Bolivia, ubicada en el municipio de Exaltación de la provincia de Yacuma en el departamento del Beni. Tiene una superficie de 58,5 km² con unas dimensiones de 10,4 km de largo por 9,5 km de ancho. Esta laguna se encuentra muy cerca de otras grandes lagunas y lagos como el lago Rogaguado, Guachuna y La Encerrada.